# 吉爾夫凱比爾國家公園

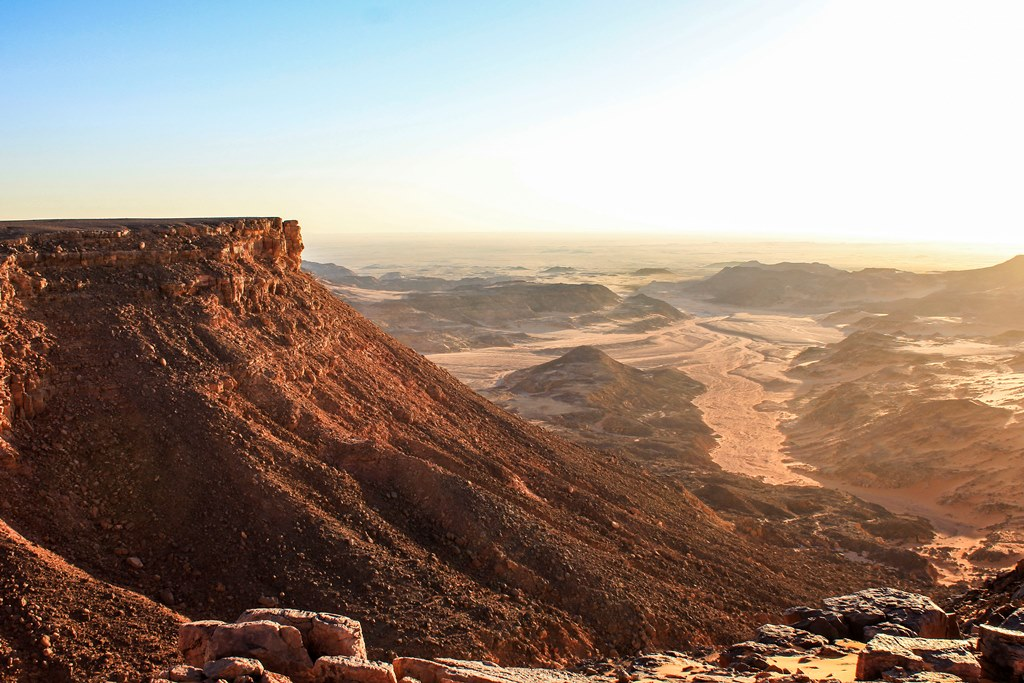

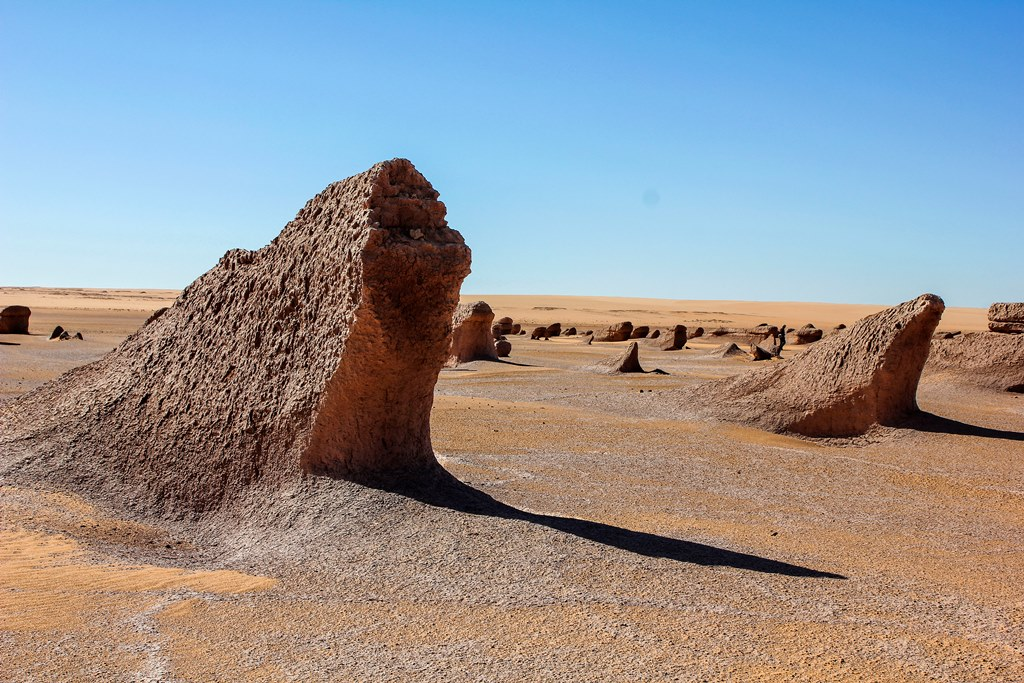

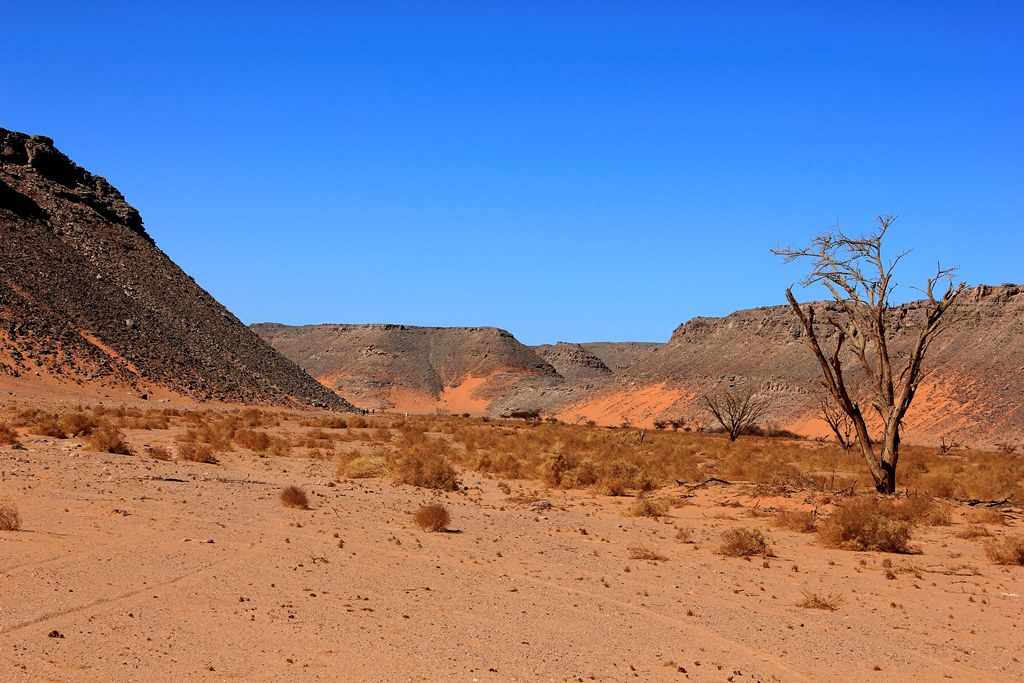

吉爾夫凱比爾國家公園是埃及的國家公園，位於該國西南部新河谷省，成立於2007年，面積48,533平方公里，目前區內沒有任何人類居住或設施。